# Čarovník

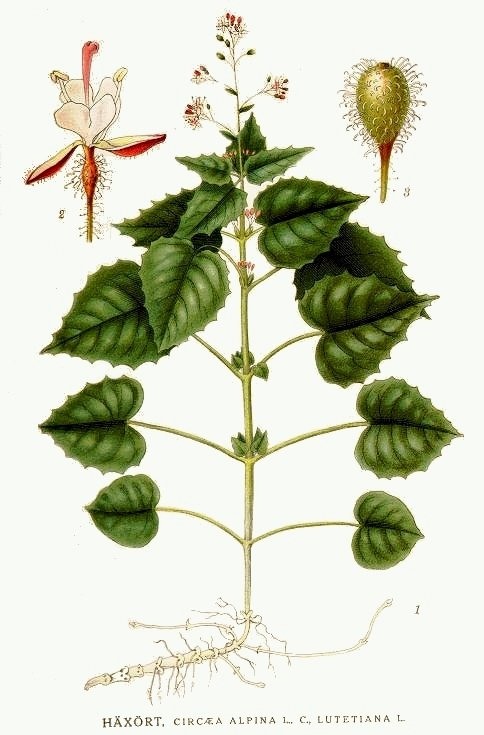
Nákres rostliny čarovníku

Čarovník (Circaea) je rod vytrvalých, planě rostoucích rostlin z čeledi pupalkovitých. Rod je tvořen sedmi až deseti druhy které se nejčastěji vyskytují ve stinných a vlhkých lesních zákoutích v mírném podnebném pásu na severní polokouli. Rostou až po 70. stupeň severní zeměpisné šířky a do 5000 m nadmořské výšky.

## Popis
Vytrvalé byliny s dužnatým nebo dřevnatým oddenkem a podzemními odnožemi zakončenými speciálními pupeny které v zemi přečkají zimní období a na jaře z nich vyroste nová rostlina. Lodyhy těchto rostlin jsou přímé nebo vystoupavé, jednoduché nebo větvené, holé či chlupaté. Listy vyrůstající na lodyze vstřícně jsou řapíkaté a jejich čepele jsou jednoduché a celistvé, nejvýše mělce pilovité.
Pravidelné, oboupohlavné, drobné, bílé nebo růžové květy na stopkách vytvářejí hroznovitá květenství. Kalich a stejně i koruna jsou tvořeny dvěma lístky, naproti kališním vyrůstají dvě tyčinky nesoucí prašníky s lepkavým pylem. Spodní vejčitý semeník, vzniklý obvykle ze dvou plodolistů, má jeden až dva oddíly a v každém je po jediném vajíčku. K jeho vrcholu je přirostlá trubkovitá češule jíž prochází dlouhá čnělka s dvoulaločnou bliznou. Květy jsou opylovány létajícím hmyzem nacházejícím v květech nektar.
Tyto květy jsou jedinečné, dva plodolisty, dvě tyčinky, dva kališní lístky a dva korunní lístky jsou situovány ve čtyřech kruzích, toto seskupení nemá žádná jiná rostlina české květeny.

## Rozmnožování
Plody na dlouhých stopkách jsou dvoupouzdré, nepukavé, suché bobule (nazývané někdy nažky) mající v pouzdru po jediném semeni. Jsou porostlé chlupy rovnými nebo zakončenými háčky které usnadňují přichycení na srst živočichů.
Rostliny se mohou rozmnožovat generativně i vegetativně. Generativně, pomoci semen, se šíří na větší vzdálenosti a nejčastěji zoochoricky. Vegetativně, pomoci podzemních šlahounů s bělavými přezimujícími pupeny, se rozrůstají do blízkého okolí a vytvářejí husté kolonie rostlin svého druhu. Protože všechny druhy se navzájem lehce kříží, existují i standardní hybridy které mívají vlastnosti po obou rodičích. Kříženci jsou generativně neplodní (netvoří semena nebo ta neklíčí) a šíří se pouze vegetativně. Základní chromozomové číslo rodu je x = 11.

## Taxonomie
V České republice rostou dva druhy a jeden hybrid:
- čarovník alpský (Circaea alpina) L.
- čarovník pařížský (Circaea lutetiana) L.
- čarovník prostřední (Circaea ×intermedia) Ehrh.

Mezi dále uváděné druhy a hybridy patří zejména:
- Circaea cordata
- Circaea erubescens
- Circaea glabrescens
- Circaea mollis
- Circaea repens
- Circaea × decipiens
- Circaea × dubia
- Circaea × mentiens
- Circaea × ovata
- Circaea × skvortsovii
- Circaea × sterilis
- Circaea × taronensis

Tento seznam není definitivní, některé druhy jsou členěny do poddruhů které jsou jinými autory popisovány na úrovni samostatných druhů. Ty jsou si dosti podobné a není snadné je spolehlivě odlišit, k určení je nutno mít živou rostlinu a porovnávat květy, zralé plody i oddenky.

## Galerie

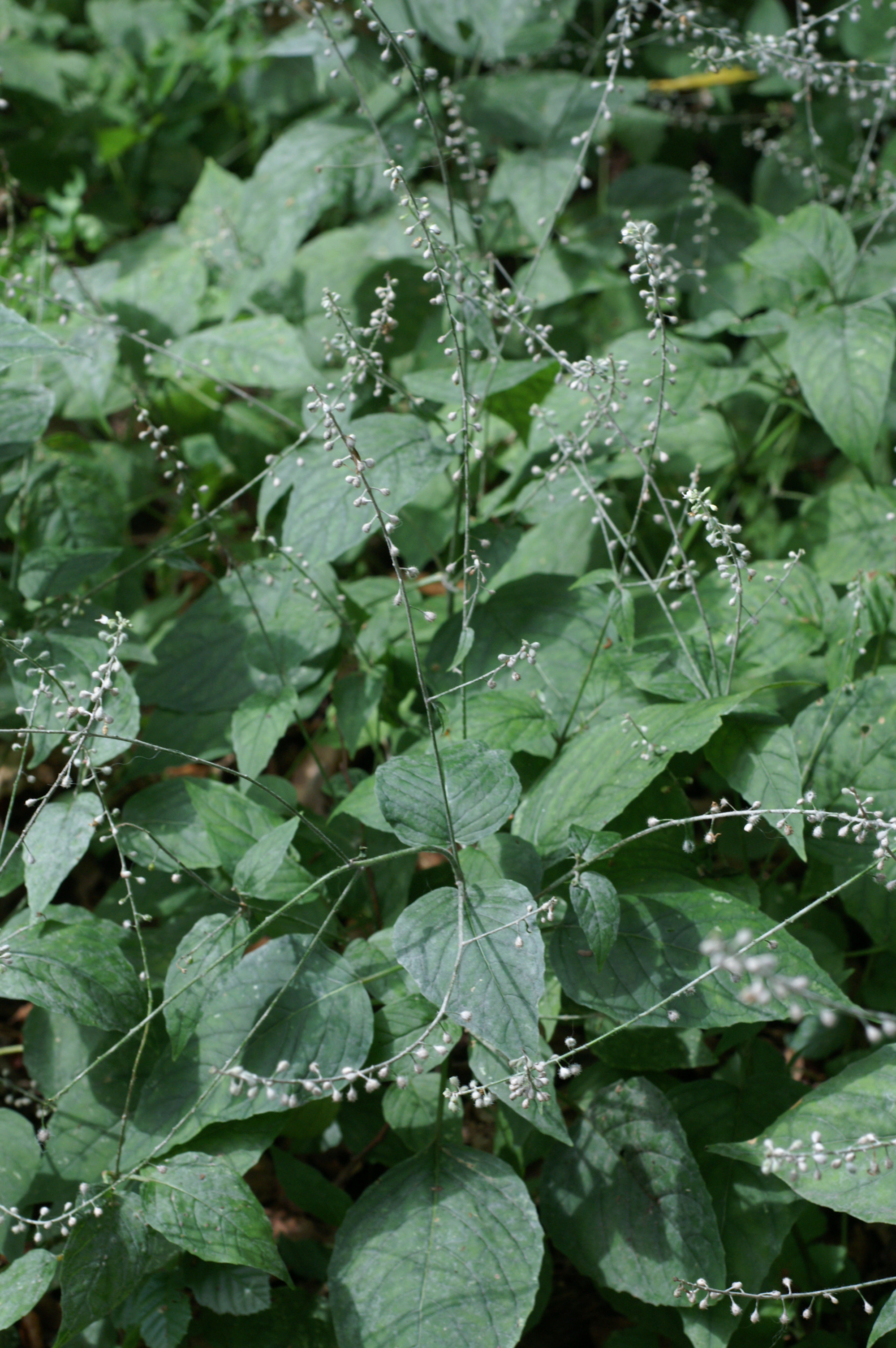
Porost čarovníků
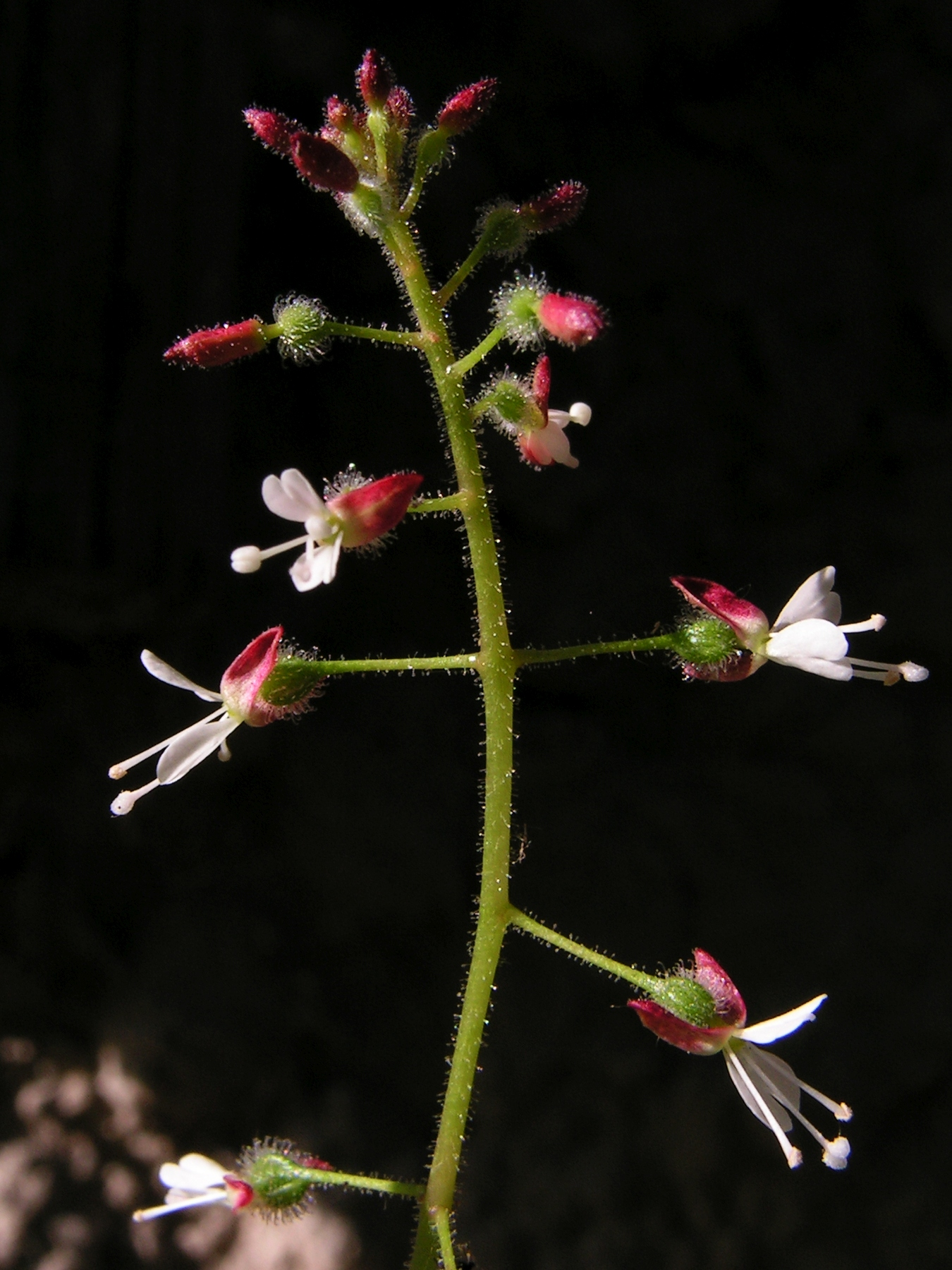
Květenství
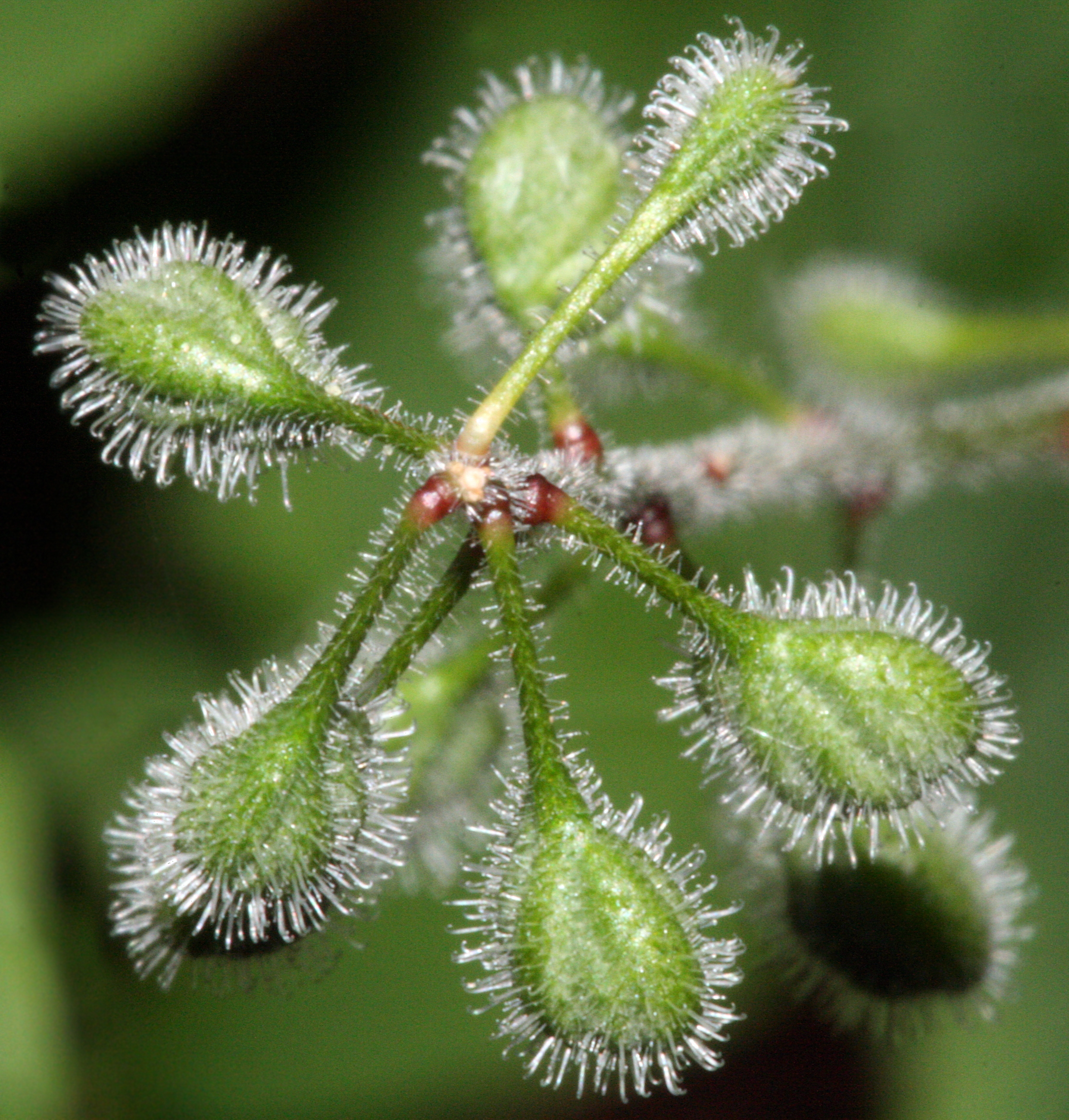
Nezralé plody